# Alan J. Pakula
Alan Jay Pakula (New York, 7 april 1928 – Long Island, 19 november 1998) was een Amerikaans regisseur, scenarist en filmproducent.

## Levensloop
Alan J. Pakula begon zijn carrière als assistent in de tekenfilmafdeling van Warner Bros. Zijn debuut als filmproducent maakte hij in 1957. In 1962 gooide hij hoge ogen met de productie van de dramafilm To Kill a Mockingbird. Hij werd voor die prent genomineerd voor de Oscar voor beste film.
In 1969 maakte hij zijn regiedebuut met de film The Sterile Cuckoo. In de jaren 70 regisseerde hij meerdere succesvolle psychologische thrillers. Zijn film Klute (1971) leverde de hoofdrolspeelster Jane Fonda de Oscar voor beste actrice op. Zijn film All the President's Men (1976) sleepte eveneens vier Oscars in de wacht.
Daarnaast regisseerde Pakula nog het oorlogsdrama Sophie's Choice (1982). De actrice Meryl Streep won voor haar hoofdrol in deze prent de Oscar voor beste actrice. Bovendien werd de film nog genomineerd in vier andere categorieën.
Pakula overleed in 1998 bij een auto-ongeluk. Hij was van 1963 tot 1971 getrouwd met de actrice Hope Lange en van 1973 tot zijn dood in 1998 met zijn tweede vrouw, Hannah Cohn Boorstin.

## Filmografie

### Regie
- 1969: The Sterile Cuckoo
- 1971: Klute
- 1973: Love and Pain and the Whole Damn Thing
- 1974: The Parallax View
- 1976: All the President's Men
- 1978: Comes a Horseman
- 1979: Starting Over
- 1981: Rollover
- 1982: Sophie's Choice
- 1986: Dream Lover
- 1987: Orphans
- 1989: See You in the Morning
- 1990: Presumed Innocent
- 1992: Consenting Adults
- 1993: The Pelican Brief
- 1997: The Devil's Own

### Productie
- 1957: Fear Strikes Out
- 1962: To Kill a Mockingbird
- 1963: Love with the Proper Stranger
- 1965: Baby the Rain Must Fall
- 1965: Inside Daisy Clover
- 1967: Up the Down Staircase
- 1968: The Stalking Moon